# Messei
Messei é uma comuna francesa na região administrativa da Normandia, no departamento Orne. Estende-se por uma área de 13,18 km². Em 2010 a comuna tinha 1 936 habitantes (densidade: 146,9 hab./km²).